# Babesiosis
La babesiosis (o babesiasis) es una enfermedad parasitaria similar a la malaria provocada por protozoos del género Babesia y que suele afectar a los animales domésticos, en especial a los perros. Su nombre se estableció en honor a biólogo rumano Victor Babeş (1854-1926), que fue el primero en aislar al agente patógeno.

## Epidemiología

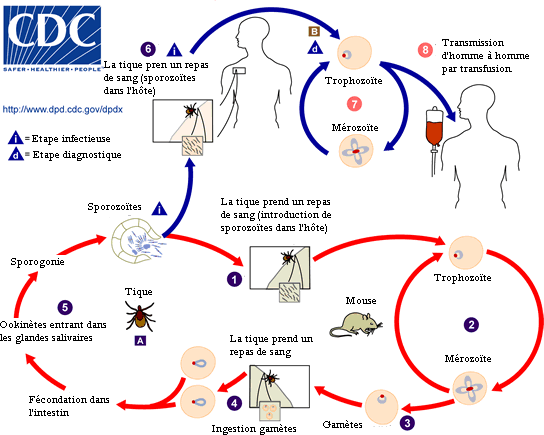
Ciclo biológico del protozoo Babesia.

La babesiosis es una  enfermedad que se transmite a través de un  vector, como son las garrapatas (dependiendo de la especie de babesias la especie de garrapata vectora cambia). Las garrapatas son también responsables de transmitir otros agentes patogénos de importancia en salud animal y humana como bacterias y virus. De hecho, son también responsables de transmitir la enfermedad de Lyme. En zonas endémicas,  donde la prevalencia de la babesiosis es alta se han detectado casos en humanos. Aunque la mayoría de los casos están relacionados con transfusiones de sangre.
La babesiosis humana es llamada «malaria del noreste» en la costa atlántica del norte de Estados Unidos, debido a que su morbilidad y sus síntomas son similares a los de la malaria auténtica. En realidad, se sabe muy poco de la babesiosis en aquellos lugares en los que la malaria está muy extendida, porque se parecen tanto que es fácil confundirlas. 
La babesiosis animal tiene mayor repercusión en las zonas tropicales o subtropicales del planeta, sin embargo, se pueden observar casos clínicos allí donde los vectores, es decir, las garrapatas estén presentes.
Algunas veces, la infección con parásitos de la babesia puede ser asintomática o causar una enfermedad leve no específica; el enfermo a menudo ni siquiera se da cuenta. En los casos más leves, esta enfermedad puede provocar febrícula y algo de anemia, pero en los casos agudos la temperatura corporal puede alcanzar los 40 °C y provocar fallos orgánicos, como la insuficiencia respiratoria, cefaleas, náuseas, vómitos, mialgias y hemólisis. Las personas más amenazadas son los jóvenes, los ancianos o los que tienen el sistema inmunitario más débil y, dado que el bazo es uno de las vísceras que combaten la enfermedad, aquellos a los que les ha sido extirpado son más vulnerables.

## Fisiopatología
Los parásitos anales se reproducen en los propios glóbulos rojos, donde son identificables debido a su anómala división celular cruciforme; además, al igual que la malaria, provocan anemia hemolítica. Pero, a diferencia de su agente patógeno, el Plasmodium, Babesia no ataca al hígado, pues no se desarrolla fuera de los eritrocitos.

## Diagnóstico
La Babesiosis es fácil de diagnosticar si se sabe lo que se está buscando. Aunque no hay un protocolo de actuación, si se habita en una zona donde la enfermedad es habitual o la persona ha sido picada por una garrapata, presentando anemia hemolítica y fiebre. con esa orientación, el médico puede localizar el organismo invasor por medio de diversos tipos de análisis de sangre; ya sea serología, una reacción en cadena de la polimerasa, un recuento de plaquetas o un hemograma.

## Profilaxis
- Detectar animales enfermos.
- Separar hospedadores receptivos.
- Controlar la población de invertebrados.

## Lesiones
Puede producir lesiones en el corazón, pulmón, hígado, bazo, riñón y aparato digestivo tales como infartos a nivel de las válvulas, hemorragias y edema alveolar, hepatomegalia (agrandamiento del hígado), degeneración de la grasa, friable y coloración parduzca en el bazo, glomerulonefritis, tubulonefritis, gastritis ulcerativa y hemorragias y enteritis descamativas a hemorrágicas.
Semiología
Al principio podemos notar que las mucosas del bóvido están enrojecidas y la orina es totalmente normal, posteriormente las mucosas se tornarán pálidas y ulteriormente astenia, hipertermia, diarrea/ constipación, taquicardia, taquipnea e incluso abortos.
Tiene baja morbilidad y una alta tasa de mortalidad.

## Patogenia
Los factores predisponentes dependen de su hospedador, del parásito y el medio de hospedador:
- Su edad: cuánto más viejo sea mayor predisposición. También los más pequeños dado que su respuesta inmune es menor.[7]
- Alimentación: una buena alimentación contribuye a un menor porcentaje de ser infectado.
- Otros factores como la raza y la resistencia específica.
  - Del parásito:
    - Tipo de babesia: la bovis es la más patógena la bigemina es media y la major la menos patógena.
    - Capacidad del protozoo de multiplicarse.

  - Del medio: el medio condiciona la mayor presencia e intensidad, en zonas como argentina hay mayor presencia de casos de babesiosis.

## Tratamiento
Los casos más leves de babesiosis se resuelven sin tratamiento, ya que el sistema inmunitario es capaz de neutralizarlo. Para los pacientes con casos más agudos tradicionalmente se venían administrando  dos tipos de fármacos, la quinina y la clindamicina; pero no era raro que esta combinación provocase rechazo en los pacientes, por lo que los estudios más actualizados sugieren la combinación de atovaquone y azitromicina, en general más tolerados por el organismo. Además, las transfusiones de sangre permiten sustituir los glóbulos rojos dañados por otros sanos.
En el tratamiento veterinario de la babesiosis normalmente no se emplean antibióticos. En los animales los fármacos de elección para el tratamiento de Babesia canis rossi (perros en África), Babesia bovis y Babesia bigemina (ganado vacuno en el sur de África) son el diminazeno (Berenil, Benzamin B 12), imidocarb (Imidofin) o azul de tripano.
Existe una vacuna que es eficaz frente a Babesia canis canis (perros en la región mediterránea), pero no es efectiva contra Babesia canis rossi. Babesia imitans causa una forma leve de la enfermedad que con frecuencia se resuelve sin tratamiento (perros en el sudeste de Asia).